# Limón y sal (singolo)
Limón y sal è un brano musicale della cantante messicana Julieta Venegas, pubblicato come secondo singolo estratto dal suo quarto album omonimo.

## Il brano
Scritto da Julieta Venegas e Jorge Villamizar prodotto da Cachorro López, Limón y sal è la canzone che porta il titolo dell'album. La canzone parla di accettazione di una persona cara, con i suoi pregi e difetti.

## Tracce
1. Limón y Sal – 3:28

## Il video
Il video mostra una storia di Julieta ragazza, che è con il suo "principe azzurro" (rappresentato da un lupo mannaro), che al raggiungimento della luna piena si trasforma in un uomo normale, Julieta spaventata sviene, e sogna lui in un'altra fiaba, in cui ci sono due maiali, un uomo malvagio e un campione con un tronco umano e la testa, ma due gambe da cavallo.

## Classifiche
| Classifica (2006) | Posizione massima |
| ----------------- | ----------------- |
| Argentina         | 5                 |
| Cile              | 4                 |
| Paraguay          | 9                 |
| Uruguay           | 2                 |